# Estación Crespo
Crespo o Crespo Este es la estación de ferrocarril de la localidad homónima del departamento Paraná en la provincia de Entre Ríos, Argentina. En las afueras a cada lado de la ciudad empalman los ramales que llegan en una vía a esta estación, hacia Diamante y Paraná por un lado y hacia Concepción del Uruguay y Curuzú Cuatiá por el otro.

## Historia
El 15 de mayo de 1887 la empresa constructora entregó al gobierno provincial el tramo Paraná-Nogoyá del ramal Paraná-Concepción del Uruguay del Ferrocarril Central Entrerriano, que fue abierto al servicio el día siguiente. En el km 53 contado desde Bajada Grande se hallaba la estación de 3ª categoría Gobernador Crespo, que luego se conoció como Crespo Central.
La ley nacional n.º 6341 autorizó al Gobierno nacional a construir una línea ferroviaria entre Puerto Diamante y Curuzú Cuatiá en la provincia de Corrientes. El primer tramo de ese ramal (33,7 km) entre Diamante y Crespo fue comenzado a construir en 1911 y librado al servicio en marzo de 1912, perteneciendo a la empresa estatal nacional Administración General de Ferrocarriles del Estado (Líneas del Este). Este tramo finalizaba en un empalme que seguía a la nueva Estación Crespo (km 33,8 desde Puerto Diamante) construida por el Estado, que luego se conoció como Crespo Este y se halla a 1,5 km de Crespo Central. Un decreto de 30 de junio de 1930 autorizó la construcción del enlace entre la estación Crespo y el ramal a Hasenkamp prescindiendo así de usar las vías del Ferrocarril Entre Ríos, para lo cual fue construida una trinchera por debajo del cruce de vías.
Desde el 1 de marzo de 1949 los dos ferrocarriles que se cruzaban en Crespo quedaron integrados en el Ferrocarril Nacional General Urquiza y la Estación Crespo Central fue abandonada y sus vías de acceso levantadas.
Durante el gobierno de Carlos Menem el 10 de marzo de 1993 los ramales de Entre Ríos fueron abandonados, quedando suspendido el servicio del tren n.º 609-610 Río Paraná que circulaba entre la Estación Federico Lacroze y Paraná y el servicio de los trenes n.º 2305 a 2308 entre Concepción del Uruguay y Paraná.
El 19 de diciembre de 2009 se realizó un viaje de prueba desde Paraná a Basavilbaso con la presencia del gobernador Sergio Urribarri. Fue la primera vez en 18 años que volvió a pasar el tren por la Estación Crespo.
A partir del 27 de mayo de 2010 el tren de pasajeros volvió a unir Concepción del Uruguay y Paraná pasando por 24 localidades entrerrianas en un servicio operado por la Unidad Ejecutora Ferroviaria de Entre Ríos. El 23 de septiembre de 2013 el Estado nacional se hizo cargo del servicio a través del operador SOFSE. El servicio contaba con dos frecuencias semanales, pero fue interrumpido en febrero de 2016.